# Mound City (Illinois)
Mound City település az Amerikai Egyesült Államok Illinois államában, Pulaski megyében, melynek megyeszékhelye is. Lakosainak száma 526 fő (2020. április 1.).

## Népesség
A település népességének változása:

| 2010 | 588 |
| 2020 | 526 |